# Heinrich Bossart
Heinrich Bossart (18? - 19?) was een Duits politicus.
Heinrich Bossart volgde in 1907 Friedrich von Dewitz op als minister-president van het Groothertogdom Mecklenburg-Strelitz (Staatsminister). Hij werd hiermee de eerste - en tevens laatste - niet-adellijke minister-president van het groothertogdom. Tijdens zijn ambtstermijn (1912-1918) diende hij maar liefst drie groothertogen, Adolf Frederik V (overleden 1914), Adolf Frederik VI (overleden 1918) en Frederik Frans IV van Mecklenburg-Schwerin (deze laatste was na het overlijden van Adolf Frederik VI regent van Mecklenburg-Strelitz).
Mecklenburg-Strelitz was de enige Duitse deelstaat die geen grondwet had. Om hier verandering in aan te brengen, kwam Bossart in 1912 met een concept-grondwet. Volgens deze concept-grondwet moest Mecklenburg-Strelitz een zelfstandige Duitse staat worden en moest de unie met Mecklenburg-Schwerin worden opgeheven. Zowel Bossart als groothertog Adolf Frederik V van Mecklenburg-Strelitz waren het er over eens dat de unie verbroken moest worden: het kleinere Mecklenburg-Strelitz had altijd veel minder invloed gehad dan het veel grotere Mecklenburg-Schwerin. Volgens Bossart moest de positie van de groothertog die van een soort absoluut vorst worden en moest de invloeden van de Stenden. Veel verder dan een concept-grondwet kwam men evenwel niet: de Eerste Wereldoorlog voorkwam het uitwerken van een echte grondwet.
Heinrich Bossart en groothertog-regent Frederik Frans IV traden op 11 november 1918 af. Bossart werd als minister-president opgevolgd door de liberaal Peter Franz Stubmann. Op 14 november 1918 werd Mecklenburg-Strelitz formeel een republiek én een zelfstandige Duitse staat.

## Verwijzing
1. ↑  De standenvergadering van Mecklenburg, een soort parlement waar de drie "standen" adel, burgerij en boeren het voor het zeggen hadden) worden ingeperkt

- Gemeinsame Normdatei: 1018596135
- Virtual International Authority File: 226755355